# Skapelsens pelare (roman)
Skapelsens pelare är en fantasyroman av den amerikanske författaren Terry Goodkind. Romanen utgör den andra halvan av originalverket The Pillars of Creation samt den sjuttonde delen i bokserien Sanningens svärd.